# Tomocichla
Tomocichla és un gènere de peixos pertanyent a la família dels cíclids que es troba a Centreamèrica.

## Taxonomia
- Tomocichla asfraci (Allgayer, 2002)[3]
- Tomocichla sieboldii (Kner, 1863)[4]
- Tomocichla tuba (Meek, 1912)[5][6][7][8][9][10][11]